# Mizu shōbai

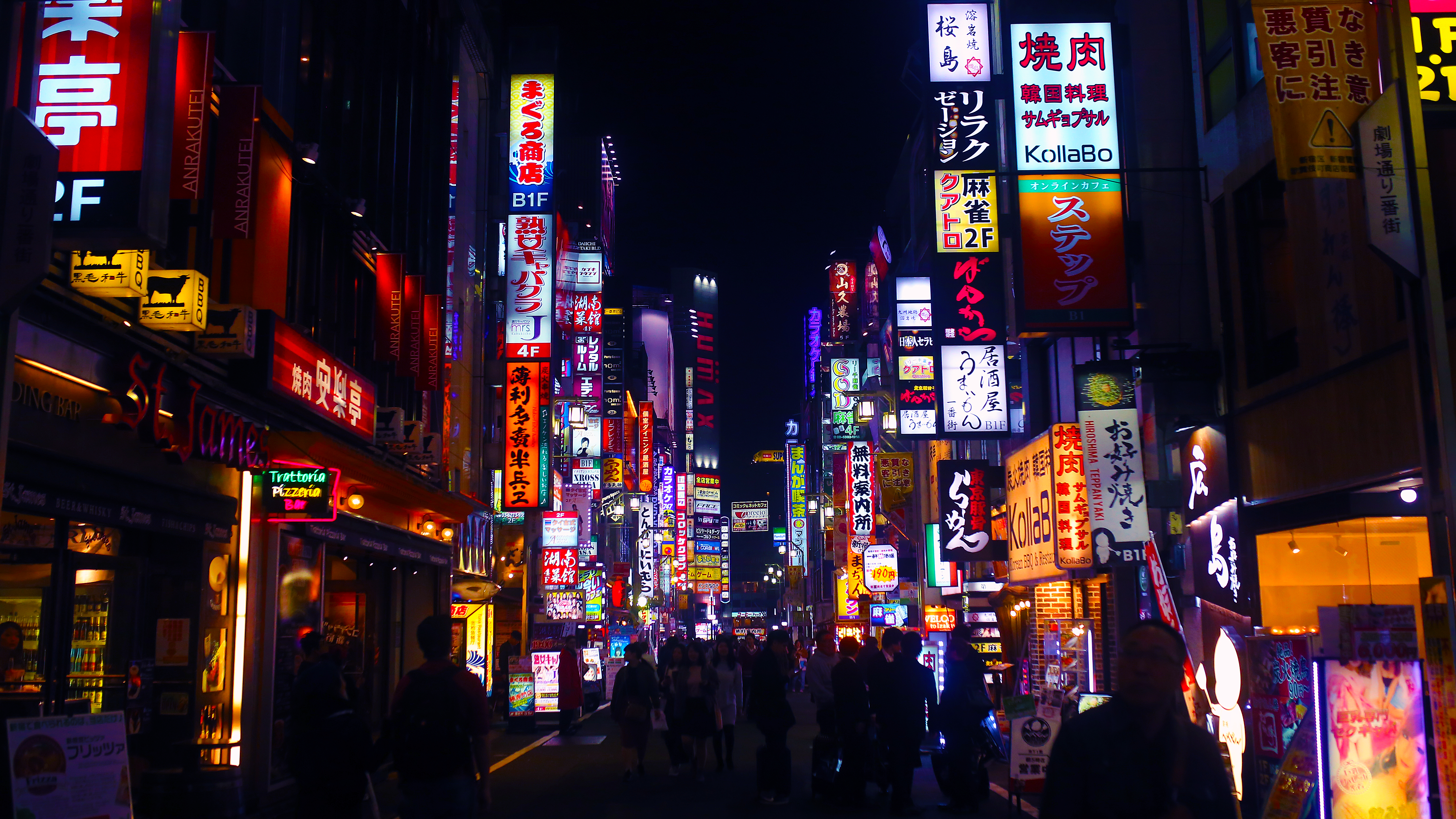
Activité nocturne dans le Quartier de Shinjuku à Tokyo.

Le terme mizu shōbai (水商売, « commerce de l'eau ») est utilisé au Japon pour désigner les activités nocturnes où des femmes sont présentes, sans rapport avec la prostitution.

## Description
Mizu shōbai désigne le fait qu'une femme travaille dans un établissement commercial de nuit, de façon absolument distincte de la prostitution. Ces femmes apportent une touche de sensualité à un bar, qu'on appelle alors snack bar, voir bar à hôtesses ou kyabakura.
Le quartier de Kabukichō à Shinjuku est l'un des plus célèbres où se pratique le commerce de l'eau. On y trouve également des établissements de prostitution ou fūzoku (風俗) en japonais : des soaplands, des salons roses, des fasshon herusu et des imejikurabu.

## Étymologie
Tandis que l'origine du terme mizu shōbai est discutée, il est probable qu'il soit né durant le shogunat Tokugawa (1603–1868), une période qui vit le développement de grands bains publics et d'un immense réseau d'auberges offrant des « bains chauds et une relaxation sexuelle » ainsi que l'expansion des quartiers de geishas et de courtisans dans les villes dans tout le pays. S'appuyant sur le concept de la recherche de plaisir du style de vie  ukiyo (« monde flottant »), le terme mizu-shōbai est une métaphore de flotter, boire et du caractère éphémère de la vie.
Selon une hypothèse proposée par la Nihon Gogen Daijiten, le terme viendrait de l'expression japonaise « gagner ou perdre est une question de hasard » (勝負は水物だ, shōbu wa mizumono da), dans laquelle la traduction littérale de « question de hasard » mizumono (水物) est « question d'eau ». Dans les activités nocturnes, les revenus dépendent largement d'un grand nombre de facteurs inconstants comme la fidélité de la clientèle, la météo, ou l'état de l'économie. Le succès et l'échec changent aussi rapidement qu'un débit d'eau. La Nihon Zokugo Daijiten note d'autre part que le terme pourrait aussi dériver de l'expression doromizu-kagyō (泥水稼業) qui signifie « entreprise de commerce d'eau boueuse » et désigne le fait de gagner de l'argent dans les quartiers chauds ou de l'expression de l'époque d'Edo mizuchaya (水茶屋) qui désigne un salon de thé public.